# Manfred Kastner
Manfred Kastner (* 5. April 1943 in Gießhübel/Nordböhmen; † 3. Juni 1988 bei Juliusruh, Rügen) war ein Stralsunder Maler und Bildhauer des Surrealismus in der DDR.

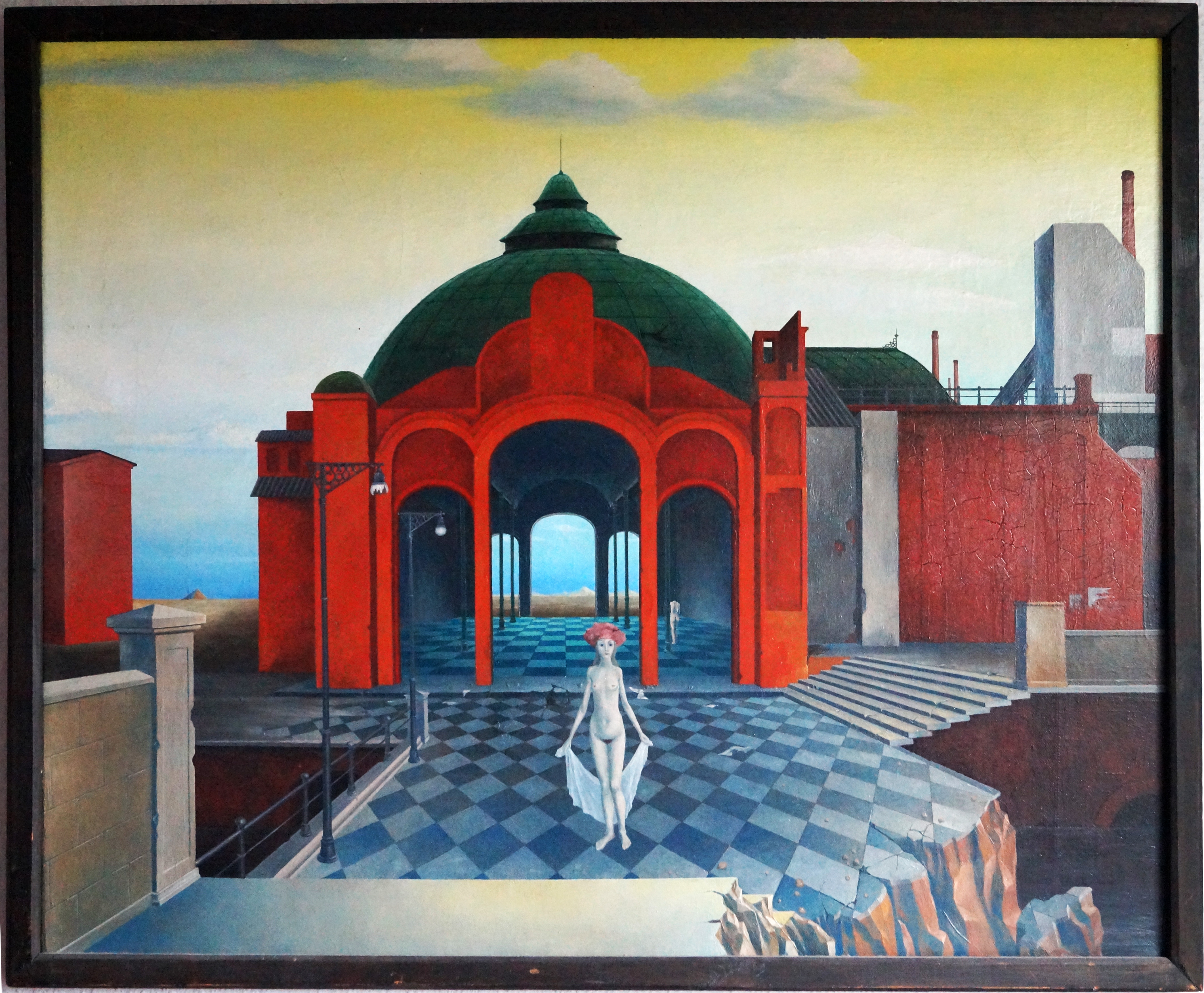
Hommage a Delvaux

## Leben
Manfred Kastner begann 1958 eine Lehre als Dreher und arbeitete anschließend bis 1962 auf der Volkswerft Stralsund. Er wirkte danach bis 1970 als Präparator am Stralsunder Meeresmuseum und von 1970 bis 1974 als Ausstattungsleiter und Bühnenbildner am Stralsunder Theater. Von 1974 bis 1976 arbeitete er als Restaurator und danach freischaffend als Maler und Grafiker, erst in Datzow, ab 1985 in Juliusruh. Seine Arbeiten signierte er mit „Beerkast“. Ab 1986 schuf er auch figürliche Arbeiten in Sandstein.
Kastner war 1963 als Inoffizieller Mitarbeiter mit dem Decknamen „Möwe“ vom Ministerium für Staatssicherheit verpflichtet worden. 1970 ließ er sich aus religiösen und Gewissensgründen entpflichten. Anschließend wurden er und seine Familienangehörigen bis an sein Lebensende von der Staatssicherheit observiert.
Mit seinen nicht dem offiziellen Kunststil des sozialistischen Realismus entsprechenden Werken löste Kastner kontroverse Diskussionen bis in höchste Ebenen der DDR-Kulturpolitik und der Staatssicherheit aus. Er wurde als „sozialismusfeindlich“ eingestuft, schikaniert und verfolgt. Mehrere Anträge auf Aufnahme in den Verband Bildender Künstler (VBK)-Rostock wurden zunächst abgelehnt. In der Begründung hieß es: Die vorgelegten Arbeiten zeigen keinerlei Beziehung zur Gesellschaft. Gravierend ist die Einsamkeit, Hoffnungslosigkeit, Trostlosigkeit. Es ist eine ausgedachte Einsamkeit – hier wird sie zur geistigen Konzeption. 1976 fällte der Zentralvorstand des VBK der DDR unter Leitung von Willi Sitte die Entscheidung, Kastner als Kandidat in den Verband aufzunehmen. Ab 1978 war er Mitglied im Verband Bildender Künstler der DDR.
Er hatte in der DDR und im Ausland eine bedeutende Zahl von Einzelausstellungen und Ausstellungsbeteiligungen, u. a. war er von 1977 bis 1988 auf der VIII. bis X. Kunstausstellung der DDR in Dresden vertreten. 1977 wurde dort sein Gemälde Landschaft am Kanal von 1976 gezeigt. Bei einer Ausstellung im März 1979 in Rostock (zusammen mit Peter Sylvester) wurde die Grafik Conditio Humaine abgehängt.  Vom 16. März bis 24. April 1988 zeigte die Kunsthalle Rostock Kastners Werke in einer Einzelausstellung. Wenige Wochen später starb er bei einem Autounfall. Nach ihm ist in Stralsund eine Straße benannt.

## Künstlerisches Wirken

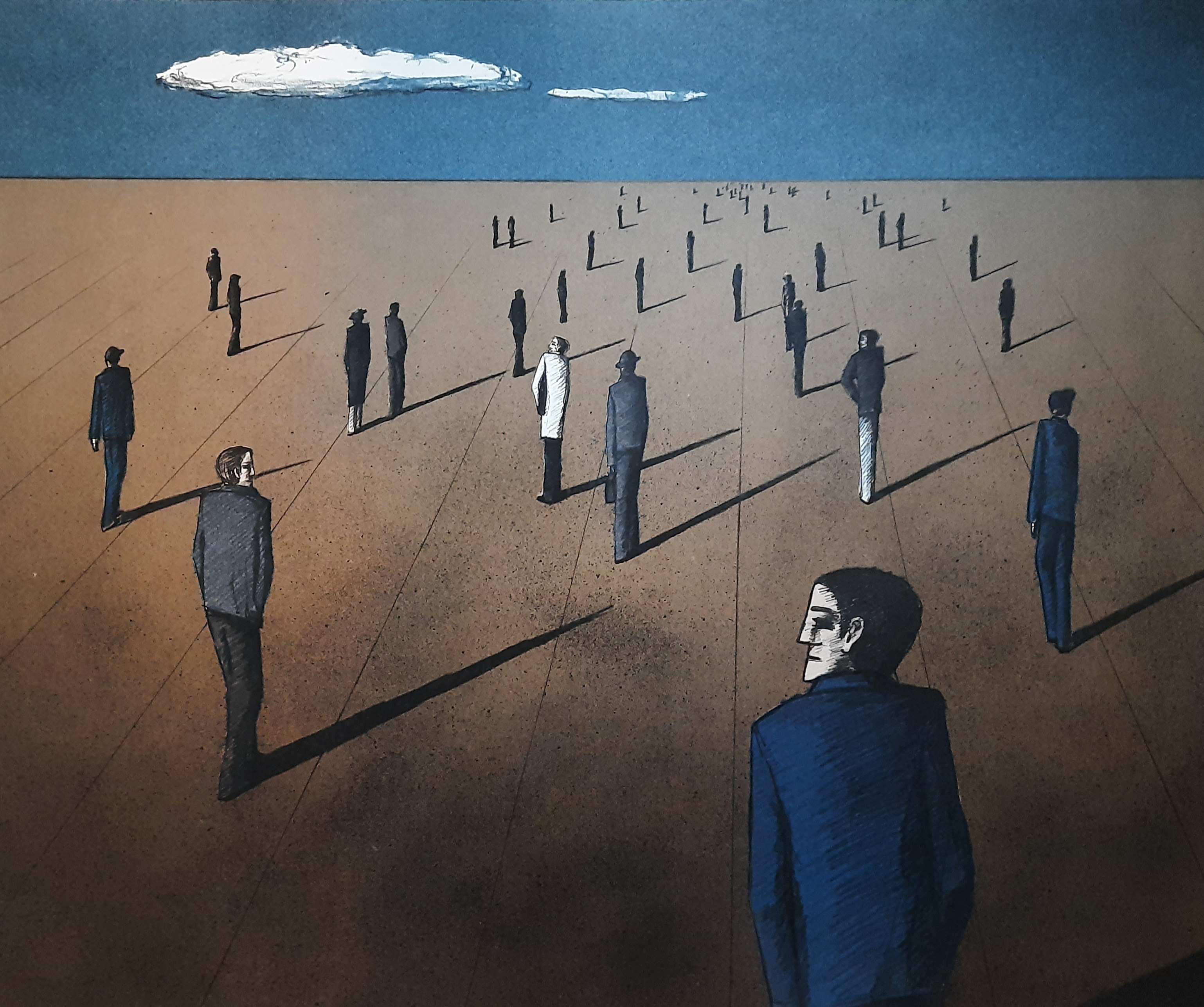
Der Strom

Trotz seiner nur kurzen Schaffenszeit weist Kastners Gesamtwerk deutliche Zäsuren und Wandlungen auf. Gegen Ende der 60er Jahre entstanden eine kleine Anzahl Radierungen, Collagen und figürliche Kompositionen. In den 70er bis in die frühen 80er Jahre schuf er seine Seezeichen – eine Reihe stillebenfaft empfundener Landschaften und visionäre Planetenansichten. In dieser Phase entstanden Gemälde wie Stadt am Meeresgestade, Stilleben mit rotem Tuch (1978), Die bedrohte Gegenwart (1978/1979), Hommage à Paul Delvaux oder Pelleas (1978). Letzteres wurde durch Debussys Oper Pelléas et Mélisande inspiriert. Das Bild zeigt drei statuenhafte, einander eigenartig fremde Personen in einer hoch aufgragenden Architektur.
Kastners zerfallende Industriearchitekturen mit rauchenden Schornsteinen, von den oft menschenleeren Straßen, Brücken in kosmischen Landschaften und den geheimnisvoll anmutenden Bahnhöfen entsprachen in keiner Weise dem „sozialistischen Realismus.“  Eine Besonderheit seines Schaffens ist die gegenseitige Beeinflussung von Malerei und Druckgrafik in hoher technischer Qualität. In der zweiten Hälfte des Jahres 1977 entstanden die ersten druckgraphischen Arbeiten Kastners. Kastner hatte zuvor Gerhard Günther kennengelernt, der an der Burg Giebichstein (Kunsthochschule Halle) tätig war. Günther bildete Studenten im Bereich graphischer Arbeiten, insbesondere im Bereich Lithographie, aus. Mit Günthers Hilfe erwarb Kastner das technische Rüstzeug der Drucktechnik. Dabei begann er, die  Ansätze seiner Malerei auf das druckgraphische Medium zu übertragen. Die farbige Zinkografie war dafür die ideale Technik. In der Folge erweiterte Kastner seine Motivwelt durch Anregungen aus der Industriearchitektur. In dieser Phase vollzog sich ein allmählicher Wandel vom Metaphysisch-Surrealen hin zu abstrakten Ausdrucksmitteln. Viele Arbeiten aus den 80er Jahren sind geprägt durch großflächige Farbelemente. Die Offsetdrucke zeigen anfangs eine starke Farbigkeit (Architektur 3/83, Architektur 1/84). Kastners Werk umfasst aber auch Arbeiten in wenigen gedeckten Farben (Kaserne, 1981, Hafen, 1982). Ein wichtiger Bezugspunkt war für ihn das Buch Die Stadt hinter dem Strom von Hermann Kasack.  Das Blatt Der Strom (1985) bildet den besonderen Abschluss der gedeckten Arbeiten. In wenigen seiner Blätter aus den 80er Jahren traten auch menschliche Gestalten auf. Wenn, dann sind sie fast immer  vereinzelt und allein. „Der Strom“ hingegen zeigt eine schier endlose Menge von Menschen, die einzeln oder zu zweit dem Horizont entgegen strömen.
Kastners Gemälde Die Begegnung wurde 2009 in der neuen Nationalgalerie Berlin im Rahmen der Ausstellung Bilderträume – Die Sammlung Ulla und Heiner Pietzsch in unmittelbarer Nachbarschaft zu Werken der Maler Dalí, Bellmer, Pollock, Newman, Miro, Ernst und Rauch gezeigt. Den Kern der Sammlung Pietzsch bilden hochkarätige Werke des Surrealismus in Paris.

## Werkbeispiele

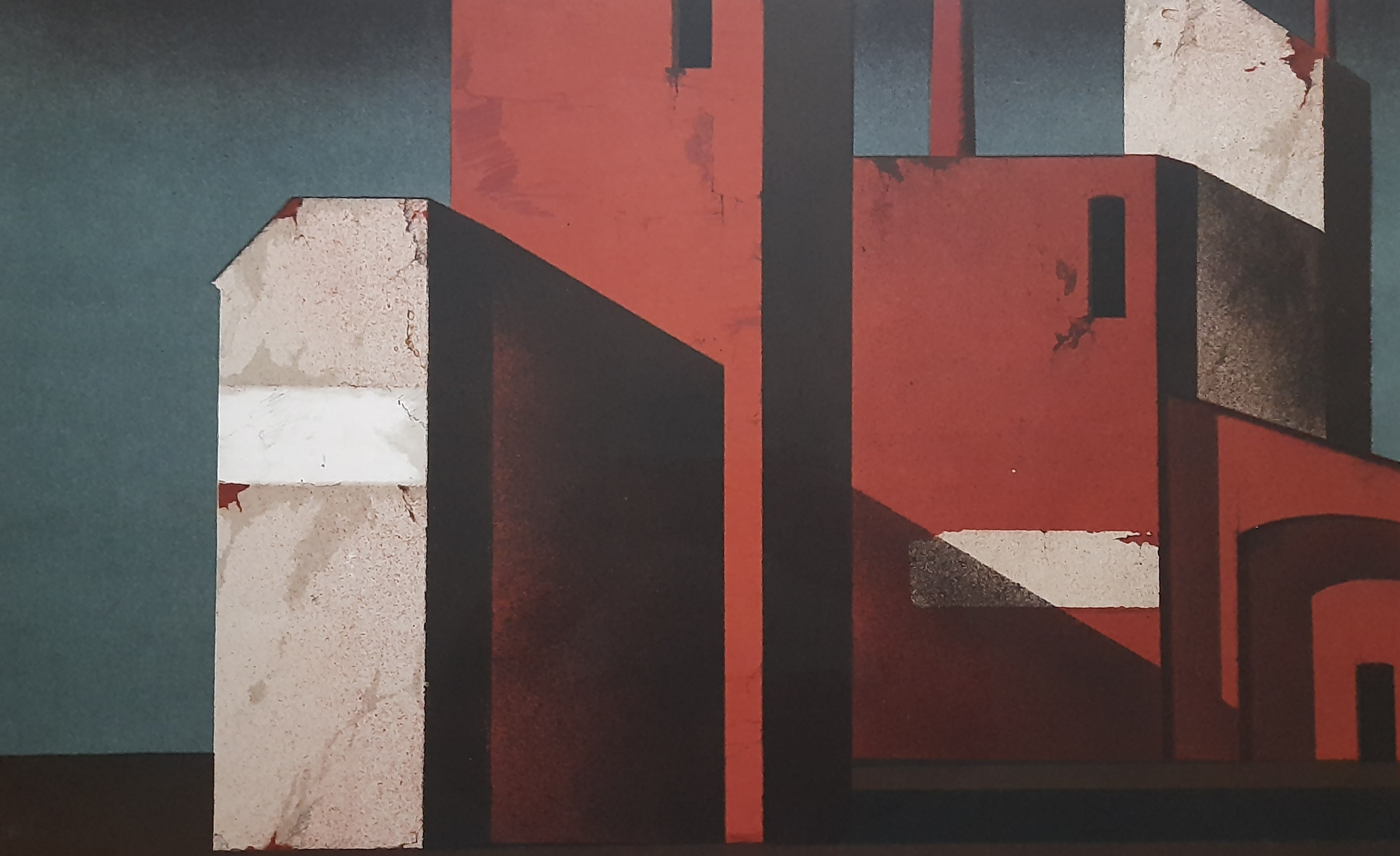
Architektur 3-83

- Landschaft am Kanal (1976, Öl; auf der VIII. Kunstausstellung der DDR)[4]
- Die ideale Stadt (1986, Farblithografie; u. a. in der Kulturstiftung Rügen)[5]
- Straße (1986/1987, Öl und Tempera, 101 × 121 cm; Neue Nationalgalerie Berlin)[6]

## Einzelausstellungen (Auswahl)
- 1976: Berlin, Kleine Galerie Pankow (Malerei, Zeichnungen und Collagen)
- 1980: Greifswald, Greifengalerie
- 1981: Dresden, Galerie Mitte[1]
- 1982: Stralsund, Kulturhistorisches Museum
- 1982: Suhl, Galerie im Steinweg
- 1983: Einzelausstellungen in Zinnowitz und Schloss Bernburg[1]
- 1984: Einzelausstellung im Museum Schloss Moritzburg[1]
- 1985: Karl-Marx-Stadt, Galerie Schmidt-Rottluff
- 1985: Einzelausstellung in der Galerie im Alten Museum, Berlin[1]
- 1988:  Einzelausstellung in der Kunsthalle Rostock[1]
- 2008: Greifswald, Ernst-Moritz-Arndt-Universität (Gedenkausstellung zum 20. Todestag)
- 2009: Neue Nationalgalerie Berlin,  Bilderträume – Die Sammlung Ulla und Heiner Pietzsch (19. Juni 2009 bis 10. Januar 2010)[7][8]
- 2025: Halle (Saale), Einzelausstellung in der Kleinen Galerie des Halleschen Kunstvereins